# Fisuelos
Los Fisuelos son un dulce de sartén hechos con harina, huevo, leche, una pizca de sal y un impulsor -bicarbonato o levadura química.- Son típicos en las comarcas leonesas de Laciana, Babia y Omaña. En el suroccidente asturiano se conocen como frisuelo vaqueiro. Se distinguen por ser una masa frita en abundante aceite con forma de espiral y aderezados después con azúcar.
No deben confundirse con los frixuelos asturianos, diferentes de estos en la masa (más fuerte) y en la forma, tipo crepe francés, y en la elaboración, en plancha, no frito.
Se  toman con chocolate o café con leche a cualquier hora del día.